# بشير لحرش
لحرش بشير (? توفي 2020)، هو المدير العام للأمن الوطني الجزائري للفترة الممتدة بين جويلية 1990 وجوان 1991 وذلك خلفاً للسيد بوزبيد عبد المجيد.